# FH2000榴彈砲
FH2000榴弹炮（英语：Field Howitzer 2000），由新加坡科技工程有限公司研發，它使用在紐西蘭进行过现场测试的特殊增程弹药射弹的最大射程为42公里。该炮需要6名操作人员进行操作，并使用75马力柴油辅助动力装置，使其能够以每小时16公里的速度自行行驶，无需牵引。

## 使用方

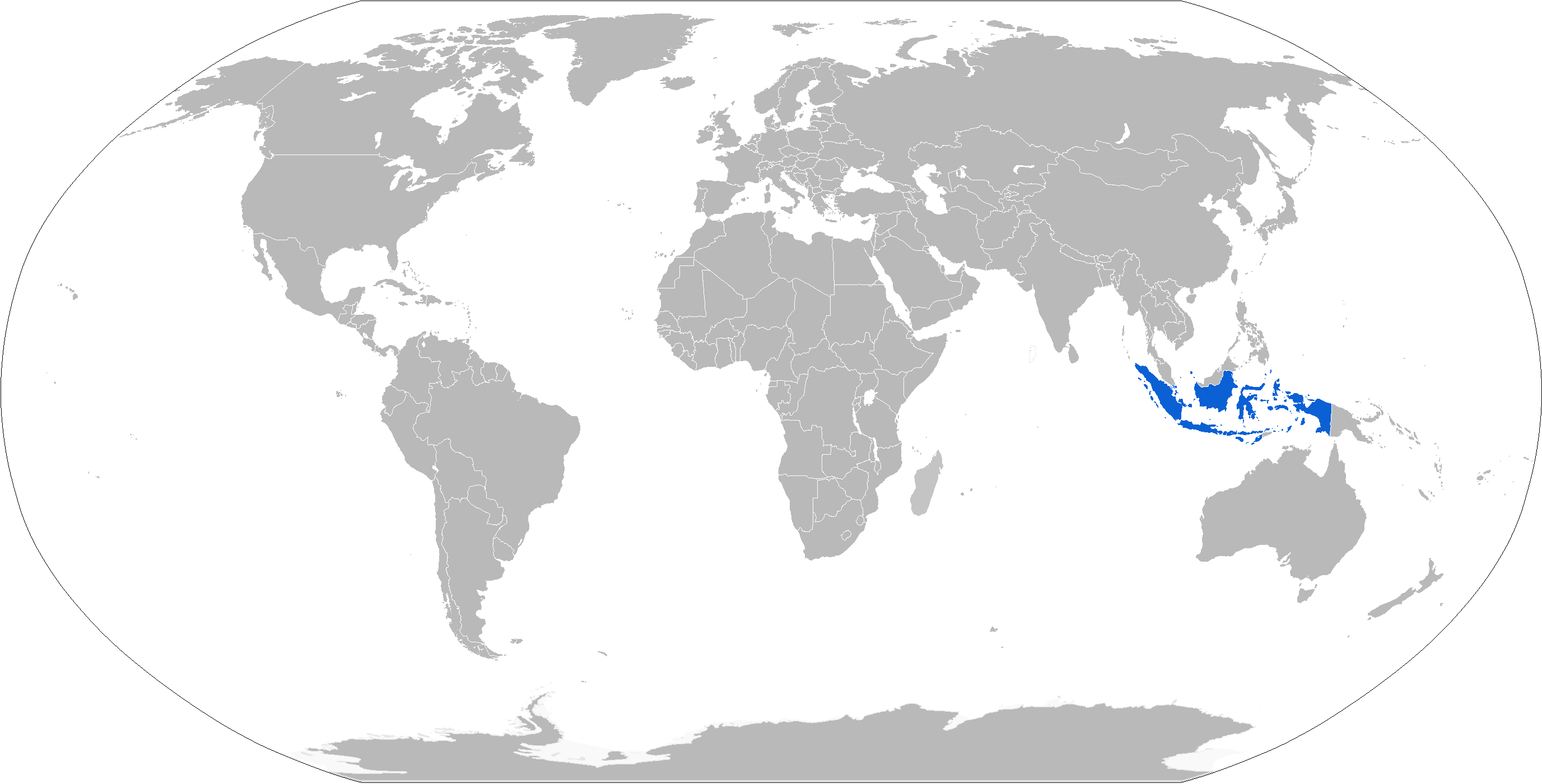
FH2000使用方以蓝色标注

- 新加坡 - 新加坡共和国陆军
- 印度尼西亞 - 印尼陆军[2]